# Cytisus reverchonii
Cytisus reverchonii är en ärtväxtart som först beskrevs av Árpád von Degen och Gabriel Marie Joseph Hervier-Basson, och fick sitt nu gällande namn av William Jackson Bean. Cytisus reverchonii ingår i släktet kvastginster, och familjen ärtväxter. Inga underarter finns listade i Catalogue of Life.